# بنهار
توجد بلدية بنهار بدائرة البيرين ولاية الجلفة تحدها شمالا بلدية عين وسارة وشرقا بلديتي عين وسارة وغربا الصحراء وهي بلدية تعدادها السكاني حوالي 33000 مواطن يمارس رعي الماعز والإبل والحرف التقلدية 